# Túnel Henry E. Kinney
El Túnel Henry E. Kinney (en inglés: Henry E. Kinney Tunnel; también conocido como el Túnel de New River), es uno de los tres túneles submarinos de carretera en la Florida (los otros dos se encuentran en Walt Disney World), que reemplazaron el puente vehicular de Ayuda Federal, un puente levadizo abierto el 26 de agosto de 1926 y cerrado en 1958.

## Descripción
Lleva a la Ruta 1 de Estados Unidos debajo del New River y el bulevar Las Olas, en el centro de Fort Lauderdale. El túnel alcanza 35 metros bajo tierra. En 2014, el Túnel de Puerto de Miami está programado para completarse y será el cuarto y más grande de la Florida.
El túnel fue construido después de un largo debate sobre la conveniencia de construir otro puente o un túnel.